# Satúria (gens)
A gens Saturia foi uma obscura família plebeia de ordem equestre na Roma antiga. Membros desta gens são mencionados pela primeira vez na época de Cícero, e vários deles tiveram carreiras militares distintas, mas nenhum deles alcançou qualquer um dos altos cargos do Estado Romano.

## Origem
O nomen Saturius parece derivar de satur, que significa "cheio", "gordo" ou "fértil", , relativo à palavra moderna no português, "saturado". Provavelmente é derivado do cognomen Saturus, assim como o relacionado Saturio. Os Saturii eram provavelmente de ascendência sabina ou picentina, já que vários deles tinham os sobrenomes Sabinus e Picens, ambos pertencentes a uma classe comum de cognomes que aludem às origens de uma pessoa, e vários membros da família residiam em Asculum em Picenum.

## Praenomina
Os principais praenomina dos Saturii eram Gaius, Lucius e Publius, três dos nomes mais comuns ao longo da história romana.

## Membros
- Saturia C. f., nomeada em uma inscrição de Caere, datando do segundo ou primeiro século a.C.[6]
- Publius Saturius, um dos juízes que presidiu o julgamento de Aulus Cluentius Habitus, e mais tarde se opôs a Cícero no julgamento do ator Quintus Roscius.[7]
- Decimus Saturius L. l. Dama, um liberto que construiu um túmulo em Roma para si mesmo, Saturia Philoclea e seu agregado, datando do primeiro século a.C.[8]
- Saturia D. l. Philoclea, uma liberta, talvez de Decimus Saturius Dama, que construiu um túmulo em Roma para eles e seu agregado no primeiro século a.C.[8]
- Saturia P. l. Rufa, uma liberta nomeada em uma inscrição de Falerii Nova, datando da época de Augusto.[9]
- Lucius Saturius Admetus, o liberto de Januarius, enterrado em Asculum em Picenum, na primeira metade do primeiro século d.C.[10]
- Saturius, o escravo de Scaevinus, nomeado em uma inscrição de Interamna Lirenas em Lácio, datando de 38 d.C.[11]
- Titus Saturius T. f. Celer, enterrado em Firmum em Picenum, no primeiro século.[12]
- Marcus Saturius, um dos duúnviros municipais em Pompéia em Campânia.[13]
- Gaius Saturius Secundus, um prefeito de cavalaria em Rhaetia durante os reinados de Vespasiano e Tito, nomeado em inscrições de Guntia, Augusta Vindelicorum e Germanicum.[14]
- Saturius Firmus, o genro de Asinius Rufus, um dos amigos íntimos de Tácito e do jovem Plínio, que fala calorosamente sobre Saturius.[15]
- Saturius,[i] decurião dos camareiros, foi um dos assassinos de Domiciano em 96 d.C.[16]
- Publius Saturius Sabinus, nomeado em uma inscrição do primeiro ou segundo século de Roma.[17]
- Saturius, um escriba associado a um liberto de Trajano, enterrado em Roma junto com sua esposa, Aurelia Severa, filhos, Januarius Aurelius Fortunatus e Victorinus, e filho adotivo, Saturius Felix.[18]
- Saturius Felix, o filho adotivo do escriba Saturius.[18]
- Marcus Saturius M. f. Maximus, natural de Celeia em Noricum, foi um equestre servindo na décima coorte da Guarda Pretoriana em Roma, onde foi enterrado algum tempo no segundo século, aos trinta anos, tendo servido por doze anos. Seus herdeiros ergueram um monumento em sua memória.[19]
- Gaius Saturius Sabinus, natural de Truentum,[ii] foi um soldado servindo na centúria de Granius em Roma, circa 208 d.C.[20]

### Saturii não datados
- Saturia, enterrada em Roma, com um monumento de seu pai, Saturius Lu[...].[21]
- Saturia, enterrada em um sepulcro familiar no atual local de Stranice, anteriormente parte de Noricum, junto com seu marido, Januarius Genialis.[22]
- Saturia L. f., nomeada em uma inscrição de Grumentum em Lucânia.[23]
- Saturius, enterrado em Narona em Dalmácia, junto com sua esposa, Titia.[24]
- Gaius Saturius T. f., nomeado em uma inscrição de Cupra Maritima em Picenum.[25]
- Lucius Saturius L. f., nomeado em uma inscrição de Grumentum.[23]
- Publius Saturius, libertou um escravo em Corcyra Nigra em cumprimento a um voto feito a Publius Clemens.[26]
- Saturius Antiochus, dedicou um túmulo em Puteoli em Campânia para sua esposa, Faenia Felicitas, natural de Síria, com quarenta anos.[27]
- Saturius Basilius, enterrado em Caurium em Lusitânia, com um monumento de sua esposa, Vibia Felicitas, com quem viveu por onze anos.[28]
- Saturia L. l. Chia, uma liberta, e filha de Staphinus, foi enterrada em Asculum em Picenum, aos vinte e seis anos, com um monumento de seu antigo mestre, Lucius Saturius Clemens.[29]
- Lucius Saturius Clemens, construiu um túmulo em Asculum em Picenum para sua liberta, Saturia Chia.[29]
- Lucius Saturius L. f. Cluia Laburius, tribuno militar da sexta legião, enterrado em Venafrum em Samnium, aos quarenta e um anos.[30]
- [Att...?] Saturia Erhennia, enterrada em Asculum com Gaius Saturius Sic[...]us, com um monumento de Gaius Saturius Picens.[31]
- Lucius Saturius Felix, nomeado em uma inscrição de Cartago em África Proconsularis.[32]
- Saturius Gratus, um escriba, que construiu um túmulo em Puteoli para sua esposa, Aelia Felina, com vinte e um anos, três meses e onze dias.[33]
- Saturius Lu[...], o pai de Saturia, para quem construiu um túmulo em Roma.[21]
- Lucius Saturius Maro, enterrado em Roma com um monumento de Pompeia Secundina.[34]
- Quintus Saturius Q. f. Maximus, patrono do municipium de Nursia em Sabinum.[35]
- Saturia Montana, enterrada em Sicca Veneria em África Proconsularis, aos setenta e cinco anos.[36]
- Saturia Namampilla, enterrada em Castellum Celtianum em Numídia, aos cem anos.[37]
- Lucius Saturius Optabilis, nomeado em uma inscrição de Sulmo em Samnium.[38]
- Saturia Picena, dedicou um túmulo em Fundi em Lácio para seu filho, Minucius Rufus.[39]
- Gaius Saturius Picens, construiu um túmulo em Asculum para Gaius Saturius Sic[...]us e Saturia Erhennia.[31]
- Lucius Saturius Picens, um centurião primipilo, dedicou um monumento em Pisae em Etrúria para seu filho, Gaius Saturius Secundus, um jovem soldado talentoso.[40]
- Gaius Saturius Popularis, nomeado em uma inscrição de Carthago Nova em Hispânia Citerior.[41]
- Saturia Q. f. Prisca, nomeada em uma inscrição de Nursia.[35]
- Saturius Sabinus, construiu um túmulo em Roma para sua esposa, Sulpicia Mamorina.[42]
- Gaius Saturius Secundus, um procurador designado para Gália Narbonense.[43]
- Gaius Saturius L. f. Secundus, filho de Lucius Saturius Picens, foi um equestre, prefeito de uma coorte de soldados, augur, e patrono da colônia em Asculum. Ele foi enterrado em Pisae, aos dezenove anos e vinte e sete dias, com um monumento de seu pai.[40]
- Gaius Saturius Sic[...]us, enterrado em Asculum com Saturia Erhennia, com um monumento de Gaius Saturius Picens.[31]
- Saturia Ɔ. l. Thelis, uma liberta nomeada em uma inscrição de Roma.[44]
- Lucius Saturius Theodotus, enterrado em Roma com um monumento de Asinnia Philumene.[45]
- Lucius Saturius Theophilus, enterrado em Roma, em um túmulo construído por seu irmão, Publius Pactumeius Aphrodisius.[46]
- Saturia L. f. Victoria, enterrada em Furnos Minus em África Proconsularis, aos quatorze anos.[47]